# World Rally Championship-3 2025
La stagione 2025 del World Rally Championship-3 è stata la 13ª edizione della principale serie di supporto al campionato del mondo rally; è iniziata il 23 gennaio con il Rally di Monte Carlo e si è conclusa il 30 novembre con il Rally dell'Arabia Saudita.

## Calendario
| Calendario definitivo | Calendario definitivo | Calendario definitivo                     | Calendario definitivo             | Calendario definitivo |
| Tappa                 | Data                  | Rally                                     | Sede                              | Superficie            |
| --------------------- | --------------------- | ----------------------------------------- | --------------------------------- | --------------------- |
| 1                     | 23-26 gennaio         | 93ème Rallye Automobile Monte-Carlo       | Gap, Provenza-Alpi-Costa Azzurra  | Asfalto/neve          |
| 2                     | 13-16 febbraio        | 72th Rally Sweden                         | Umeå, Contea di Västerbotten      | Neve                  |
| 3                     | 20-23 marzo           | 73º Safari Rally Kenya                    | Naivasha                          | Sterrato              |
| 4                     | 24-27 aprile          | 49º Rally Islas Canarias - Rally of Spain | Las Palmas de Gran Canaria        | Asfalto               |
| 5                     | 15-18 maggio          | 58º Vodafone Rally de Portugal            | Matosinhos, Porto                 | Sterrato              |
| 6                     | 5-8 giugno            | 22° Rally Italia Sardegna                 | Alghero                           | Sterrato              |
| 7                     | 26-29 giugno          | 68th EKO Acropolis Rally                  | Lamia                             | Sterrato              |
| 8                     | 17-20 luglio          | 15. Delfi Rally Estonia                   | Tartu                             | Sterrato              |
| 9                     | 31 luglio-3 agosto    | 74th Secto Rally Finland                  | Jyväskylä                         | Sterrato              |
| 10                    | 28-31 agosto          | 2º Rally del Paraguay                     | Encarnación, Itapúa               | Sterrato              |
| 11                    | 11-14 settembre       | 4º Rally Chile BIOBÍO                     | Concepción                        | Sterrato              |
| 12                    | 16-19 ottobre         | 3rd Central European Rally                | Bad Griesbach im Rottal, Germania | Asfalto               |
| 13                    | 6-9 novembre          | FORUM8 Rally Japan 2025                   | Aichi / Gifu                      | Asfalto               |
| 14                    | 27-30 novembre        | 1º Rally Saudi Arabia                     | Gedda                             | Sterrato              |
| Fonte                 |                       |                                           |                                   |                       |

### Cambiamenti nel calendario
Il calendario della stagione 2025 vede una svolta principale con il passaggio a 14 eventi dopo tre stagioni dove il numero era fermo a 13, l'ultima stagione con un numero maggiore o uguale di eventi è stata quella del 2019.

#### Eventi aggiunti
- Il Rally delle Isole Canarie vede la sua prima partecipazione nel campionato del mondo dopo essere stata negli anni precedenti un evento del campionato europeo;
- Torna il Rally d'Estonia dopo un anno di "pausa" nell'europeo, è stata la sua quinta partecipazione al mondiale;
- Entra per la prima volta nel mondiale il Rally del Paraguay dopo essere nato solo l'anno precedente a questa stagione;
- L'ultima entrata riguarda il Rally dell'Arabia Saudita, inaugurato proprio nella stagione 2025 con la valenza esclusiva per il campionato del mondo.

#### Eventi rimossi
- Causa mancato accordo per il rinnovo il Rally di Croazia non è stato presente in questa stagione del mondiale, essendo così inserita nel calendario europeo, ma l'organizzatore ed il Promoter hanno firmato subito per riportare l'evento dalla stagione 2026;
- Il Rally di Polonia non ha convinto nella stagione 2024 causa i molti problemi organizzativi presente in quell'edizione tornando così nel campionato europeo;
- Gli organizzatori del Rally Liepāja non sono riusciti a preparare l'evento per il 2025 e pertanto non è stato inserito nel calendario.

## Iscritti
| Costruttori | Auto                | Squadre                          | Pneumatici | Piloti                     | Copiloti                        | Gare          |
| ----------- | ------------------- | -------------------------------- | ---------- | -------------------------- | ------------------------------- | ------------- |
| Ford        | Ford Fiesta Rally3  | Diego Domínguez Jr.              | H          | Diego Domínguez Jr.        | Rogelio Peñate                  | 1-2, 5, 7, 9  |
| Ford        | Ford Fiesta Rally3  | Ghjuvanni Rossi                  | H          | Ghjuvanni Rossi            | Kylian Sarmezan                 | 1, 4-5, 10    |
| Ford        | Ford Fiesta Rally3  | Slaven Šekuljica                 | H          | Slaven Šekuljica           | Damir Petrović                  | 1             |
| Ford        | Ford Fiesta Rally3  | Slaven Šekuljica                 | H          | Slaven Šekuljica           | Viljem Ošlaj                    | 6             |
| Ford        | Ford Fiesta Rally3  | Matteo Fontana                   | H          | Matteo Fontana             | Alessandro Arnaboldi            | 1-2, 6, 10    |
| Ford        | Ford Fiesta Rally3  | Adam Grahn                       | H          | Adam Grahn                 | Maja Bengtsson                  | 2             |
| Ford        | Ford Fiesta Rally3  | George Vasilakis                 | H          | George Vasilakis           | Allan Harryman                  | 2, 7, 10      |
| Ford        | Ford Fiesta Rally3  | Andre Martinez Merizalde         | H          | Andre Martinez Merizalde   | Matías Aranguren                | 2, 5-6, 8, 10 |
| Ford        | Ford Fiesta Rally3  | Castrol Ford Team Türkiye        | H          | Ali Türkkan                | Oytun Albayrak                  | 2, 5, 7, 9    |
| Ford        | Ford Fiesta Rally3  | FIA Rally Star                   | H          | Taylor Gill                | Daniel Brkic                    | 2, 5, 7, 9    |
| Ford        | Ford Fiesta Rally3  | FIA Rally Star                   | H          | Max Smart                  | Cameron Fair                    | 2             |
| Ford        | Ford Fiesta Rally3  | FIA Rally Star                   | H          | Max Smart                  | Malcolm Read                    | 5, 7, 9       |
| Ford        | Ford Fiesta Rally3  | Tristan Charpentier              | H          | Tristan Charpentier        | Florian Barral                  | 2, 5          |
| Ford        | Ford Fiesta Rally3  | LightGrey Team                   | H          | Joosep Ralf Nõgene         | Aleks Lesk                      | 2, 5          |
| Ford        | Ford Fiesta Rally3  | Team Petrol Ofisi                | H          | Kerem Kazaz                | Corentin Silvestre              | 2, 5-9        |
| Ford        | Ford Fiesta Rally3  | WRC Young Driver Team            | H          | Claire Schönborn           | Jara Hain                       | 2, 5          |
| Ford        | Ford Fiesta Rally3  | WRC Young Driver Team            | H          | Claire Schönborn           | Michael Wenzel                  | 7, 9          |
| Ford        | Ford Fiesta Rally3  | WRC Young Driver Team            | H          | Lyssia Baudet              | Léa Sam-Caw-Freve               | 2             |
| Ford        | Ford Fiesta Rally3  | Nikhil Sachania                  | H          | Nikhil Sachania            | Deep Patel                      | 3             |
| Ford        | Ford Fiesta Rally3  | Naveen Puligilla                 | H          | Naveen Puligilla           | Musa Sherif                     | 3             |
| Ford        | Ford Fiesta Rally3  | Nataniel Bruun                   | H          | Nataniel Bruun             | Pablo Olmos                     | 4-6, 8, 10    |
| Ford        | Ford Fiesta Rally3  | Igor Widłak                      | H          | Igor Widłak                | Michał Marczewski               | 4             |
| Ford        | Ford Fiesta Rally3  | Past Racing                      | H          | Federico Ensslin           | Alejandro López                 | 5             |
| Ford        | Ford Fiesta Rally3  | Giorgos Delaportas               | H          | Giorgos Delaportas         | Evangelos Panaritis             | 7             |
| Ford        | Ford Fiesta Rally3  | Stephanos Theocharopoulos        | H          | Stephanos Theocharopoulos  | Giorgos Kotsalis                | 7             |
| Ford        | Ford Fiesta Rally3  | Tymoteusz Abramowski             | H          | Tymoteusz Abramowski       | Jakub Wróbel                    | 8             |
| Ford        | Ford Fiesta Rally3  | Grzegorz Bonder                  | H          | Grzegorz Bonder            | Łukasz Jastrzębski              | 8-9           |
| Ford        | Ford Fiesta Rally3  | Motorsport Ireland Rally Academy | H          | John Coyne                 | Killian McArdle                 | 9             |
| Ford        | Ford Fiesta Rally3  | Team Flying Finn                 | H          | Aatu Hakalehto             | Joonas Ojala                    | 9             |
| Ford        | Ford Fiesta Rally3  | Eduardo Castro                   | H          | Eduardo Castro             | Julio Echazú                    | 10            |
| Renault     | Renault Clio Rally3 | Mattéo Chatillon                 | H          | Mattéo Chatillon           | Maxence Cornuau                 | 1-2, 4-6, 9   |
| Renault     | Renault Clio Rally3 | Arthur Pelamourgues              | H          | Arthur Pelamourgues        | Bastien Pouget                  | 1, 4-5, 8-9   |
| Renault     | Renault Clio Rally3 | Yanis Desangles                  | H          | Yanis Desangles            | Nicolas Théron                  | 1             |
| Renault     | Renault Clio Rally3 | Eric Royère                      | H          | Eric Royère                | Alexis Grenier                  | 1-2           |
| Renault     | Renault Clio Rally3 | Ville Vatanen                    | H          | Ville Vatanen              | Jarno Ottman                    | 2, 9          |
| Renault     | Renault Clio Rally3 | Toyota Gazoo Racing WRT NG       | H          | Takumi Matsushita          | Pekka Kelander                  | 2, 4-5, 9     |
| Renault     | Renault Clio Rally3 | Toyota Gazoo Racing WRT NG       | H          | Takumi Matsushita          | Ville Mannisenmäki              | 8             |
| Renault     | Renault Clio Rally3 | Toyota Gazoo Racing WRT NG       | H          | Shotaro Goto               | Jussi Lindberg                  | 2, 4-5, 8-9   |
| Renault     | Renault Clio Rally3 | Leevi Lassila                    | H          | Leevi Lassila              | Antti Linnaketo                 | 2, 9          |
| Renault     | Renault Clio Rally3 | C.D. Todo Sport                  | H          | Santiago Jonás Pérez Dorta | Benito Damian Sacramento Gorrín | 4             |
| Renault     | Renault Clio Rally3 | Tom Pellerey                     | H          | Tom Pellerey               | Hervé Faucher                   | 5-6, 9        |
| Renault     | Renault Clio Rally3 | Timo Weigert                     | H          | Timo Weigert               | Jasmin Weigert                  | 6, 9          |
| Renault     | Renault Clio Rally3 | Efthimios Halkias                | H          | Efthimios Halkias          | Nikos Komnos                    | 7             |
| Renault     | Renault Clio Rally3 | Giorgos Dodos                    | H          | Giorgos Dodos              | Nikos Intzoglou                 | 7             |
| Renault     | Renault Clio Rally3 | Joosep Ralf Nõgene               | H          | Joosep Ralf Nõgene         | Aleks Lesk                      | 9             |
| Renault     | Renault Clio Rally3 | Ville Pynnönen                   | H          | Ville Pynnönen             | Niklas Heino                    | 9             |
| Fonti:      |                     |                                  |            |                            |                                 |               |

## Risultati e statistiche
| Gara | Nome rally                                           | Vincitori | Vincitori                            | Vincitori                                        | Vincitori | Statistiche | Statistiche           | Statistiche | Statistiche | Statistiche |
| Gara | Nome rally                                           | Nº        | Pilota e copilota                    | Squadra e vettura                                | Tempo     | Speciali    | Lunghezza             | Iscritti    | Partiti     | Arrivati    |
| ---- | ---------------------------------------------------- | --------- | ------------------------------------ | ------------------------------------------------ | --------- | ----------- | --------------------- | ----------- | ----------- | ----------- |
| 1    | Rally di Monte Carlo (23-26 gennaio) — Resoconto     | 56        | Arthur Pelamourgues Bastien Pouget   | privato (Renault Clio Rally3)                    | 3h44'44"9 | (18) 17     | (333,06 km) 316,38 km | 8           | 8           | 7           |
| 2    | Rally di Svezia (13-16 febbraio) — Resoconto         | 56        | Taylor Gill Daniel Brkic             | FIA Rally Star (Ford Fiesta Rally3)              | 2h51'17"7 | 18          | 293,84 km             | 19          | 19          | 17          |
| 3    | Safari Rally (20-23 marzo) — Resoconto               | 37        | Nikhil Sachania Deep Patel           | privato (Ford Fiesta Rally3)                     | 7h04'36"9 | 21          | 383,10 km             | 2           | 2           | 1           |
| 4    | Rally delle Isole Canarie (24-27 aprile) — Resoconto | 61        | Mattéo Chatillon Maxence Cornuau     | privato (Renault Clio Rally3)                    | 3h14'39"9 | 18          | 301,30 km             | 8           | 8           | 8           |
| 5    | Rally del Portogallo (15-18 maggio) — Resoconto      | 87        | Taylor Gill Daniel Brkic             | FIA Rally Star (Ford Fiesta Rally3)              | 4h15'07"3 | 24          | 344,50 km             | 17          | 17          | 14          |
| 6    | Rally di Sardegna (5-8 giugno) — Resoconto           | 61        | Matteo Fontana Alessandro Arnaboldi  | privato (Ford Fiesta Rally3)                     | 4h03'55"4 | 16          | 320,08 km             | 8           | 8           | 5           |
| 7    | Rally dell'Acropoli (26-29 giugno) — Resoconto       | 68        | Ali Türkkan Oytun Albayrak           | Castrol Ford Team Türkiye (Ford Fiesta Rally3)   | 4h39'31"7 | 17          | 345,76 km             | 11          | 11          | 10          |
| 8    | Rally d'Estonia (17-20 luglio) — Resoconto           | 45        | Takumi Matsushita Ville Mannisenmäki | Toyota Gazoo Racing WRT NG (Renault Clio Rally3) | 3h00'39"2 | 20          | 308,35 km             | 8           | 8           | 5           |
| 9    | Rally di Finlandia (31 luglio-3 agosto) — Resoconto  | 60        | Taylor Gill Daniel Brkic             | FIA Rally Star (Ford Fiesta Rally3)              | 2h41'29"9 | 20          | 307,22 km             | 19          | 19          | 16          |

Legenda: Pos. = posizione; Nº = numero di gara.

## Classifiche

### Punteggio
Il punteggio rimase inalterato rispetto alla precedente edizione a differenza del punteggio del secondo classificato, che passò da 18 a 17. A parità di punteggio, nelle classifiche generali prevaleva chi ha ottenuto il miglior risultato e/o il maggior numero di essi.
| Posizione finale | 1ª | 2ª | 3ª | 4ª | 5ª | 6ª | 7ª | 8ª | 9ª | 10ª |
| Punti            | 25 | 17 | 15 | 12 | 10 | 8  | 6  | 4  | 2  | 1   |

### Classifica piloti
Per la graduatoria finale piloti erano validi soltanto i migliori cinque risultati sui sette appuntamenti a cui i concorrenti si siano iscritti.
| Pos. | Pilota                     | MON   | SVE | SAF | ISO | POR | ITA | ACR | EST   | FIN | PAR | CIL | EUR | GIA | ARA | Punti |
| ---- | -------------------------- | ----- | --- | --- | --- | --- | --- | --- | ----- | --- | --- | --- | --- | --- | --- | ----- |
| 1    | Taylor Gill                |       | 1   |     |     | 1   |     | 2   |       | 1   |     |     |     |     |     | 92    |
| 2    | Arthur Pelamourgues        | 1     |     |     | 2   | 11  |     |     | 5     | 6   |     |     |     |     |     | 60    |
| 3    | Matteo Fontana             | 2     | 2   |     |     |     | 1   |     |       |     |     |     |     |     |     | 59    |
| 4    | Ali Türkkan                |       | 3   |     |     | 9   |     | 1   |       | 2   |     |     |     |     |     | 59    |
| 3    | Takumi Matsushita          |       | 4   |     | 4   | 6   |     |     | 1     | Rit |     |     |     |     |     | 57    |
| 6    | Kerem Kazaz                |       | 5   |     |     | 2   | 5   | 4   | (Rit) | 7   |     |     |     |     |     | 55    |
| 7    | Ghjuvanni Rossi            | 3     |     |     | 3   | 7   |     |     |       |     |     |     |     |     |     | 36    |
| 8    | Diego Domínguez Jr.        | 4     | 13  |     |     | 8   |     | 3   |       | 8   |     |     |     |     |     | 35    |
| 9    | Nataniel Bruun             |       |     |     | 8   | 4   | 2   |     | Rit   |     |     |     |     |     |     | 33    |
| 10   | Andre Martinez Merizalde   |       | 17  |     |     | 14  | 3   |     | 3     |     |     |     |     |     |     | 30    |
| 11   | Mattéo Chatillon           | (Rit) | 8   |     | 1   | Rit | Rit |     |       | 16  |     |     |     |     |     | 29    |
| 12   | Nikhil Sachania            |       |     | 1   |     |     |     |     |       |     |     |     |     |     |     | 25    |
| 13   | Max Smart                  |       | 14  |     |     | 3   |     | 6   |       | 10  |     |     |     |     |     | 24    |
| 14   | Shotaro Goto               |       | Rit |     | 5   | WD  |     |     | 4     | 11  |     |     |     |     |     | 22    |
| 15   | Grzegorz Bonder            |       |     |     |     |     |     |     | 2     | 15  |     |     |     |     |     | 17    |
| 16   | Ville Vatanen              |       | 15  |     |     |     |     |     |       | 3   |     |     |     |     |     | 15    |
| 17   | Aatu Hakalehto             |       |     |     |     |     |     |     |       | 4   |     |     |     |     |     | 12    |
| 18   | Timo Weigert               |       |     |     |     |     | 4   |     |       | 14  |     |     |     |     |     | 12    |
| 19   | Yanis Desangles            | 5     |     |     |     |     |     |     |       |     |     |     |     |     |     | 10    |
| 20   | Joosep Ralf Nõgene         |       | 16  |     |     | 5   |     |     |       | Rit |     |     |     |     |     | 10    |
| 21   | Efthimios Halkias          |       |     |     |     |     |     | 5   |       |     |     |     |     |     |     | 10    |
| 22   | Leevi Lassila              |       | Rit |     |     |     |     |     |       | 5   |     |     |     |     |     | 10    |
| 23   | Claire Schönborn           |       | 7   |     |     | 13  |     | 8   |       | 12  |     |     |     |     |     | 10    |
| 24   | Igor Widłak                |       |     |     | 6   |     |     |     |       |     |     |     |     |     |     | 8     |
| 25   | Adam Grahn                 |       | 6   |     |     |     |     |     |       |     |     |     |     |     |     | 8     |
| 26   | Eric Royère                | 6     | 11  |     |     |     |     |     |       |     |     |     |     |     |     | 8     |
| 27   | Slaven Šekuljica           | 7     |     |     |     |     | Rit |     |       |     |     |     |     |     |     | 6     |
| 28   | Santiago Jonás Pérez Dorta |       |     |     | 7   |     |     |     |       |     |     |     |     |     |     | 6     |
| 29   | Giorgos Delaportas         |       |     |     |     |     |     | 7   |       |     |     |     |     |     |     | 6     |
| 30   | Lyssia Baudet              |       | 9   |     |     |     |     |     |       |     |     |     |     |     |     | 2     |
| 31   | Giorgos Dodos              |       |     |     |     |     |     | 9   |       |     |     |     |     |     |     | 2     |
| 32   | Ville Pynnönen             |       |     |     |     |     |     |     |       | 9   |     |     |     |     |     | 2     |
| 33   | George Vasilakis           |       | 12  |     |     |     |     | 10  |       |     |     |     |     |     |     | 1     |
| 34   | Tom Pellerey               |       |     |     |     | 10  | Rit |     |       | 13  |     |     |     |     |     | 1     |
| 35   | Tristan Charpentier        |       | 10  |     |     | 12  |     |     |       |     |     |     |     |     |     | 1     |
| Pos. | Pilota                     | MON   | SVE | SAF | ISO | POR | ITA | ACR | EST   | FIN | PAR | CIL | EUR | GIA | ARA | Punti |

| Colore  | Risultato                |
| ------- | ------------------------ |
| Oro     | Vincitore                |
| Argento | 2º posto                 |
| Bronzo  | 3º posto                 |
| Verde   | Finito a punti           |
| Blu     | Finito senza punti       |
| Blu     | Non classificato (NC)    |
| Viola   | Ritirato (Rit)           |
| Nero    | Squalificato (SQ)        |
| Nero    | Escluso (ES)             |
| Bianco  | Non ha gareggiato        |
| Bianco  | Iscrizione ritirata (WD) |
| Bianco  | Non partito (NP)         |
| Bianco  | Gara cancellata (C)      |

### Classifica copiloti
Per la graduatoria finale copiloti erano validi soltanto i migliori cinque risultati sui sette appuntamenti a cui i piloti vennero iscritti dalla propria scuderia.
| Pos. | Copilota                        | MON   | SVE | SAF | ISO | POR | ITA | ACR | EST   | FIN | PAR | CIL | EUR | GIA | ARA | Punti |
| ---- | ------------------------------- | ----- | --- | --- | --- | --- | --- | --- | ----- | --- | --- | --- | --- | --- | --- | ----- |
| 1    | Daniel Brkic                    |       | 1   |     |     | 1   |     | 2   |       | 1   |     |     |     |     |     | 92    |
| 2    | Bastien Pouget                  | 1     |     |     | 2   | 11  |     |     | 5     | 6   |     |     |     |     |     | 60    |
| 3    | Alessandro Arnaboldi            | 2     | 2   |     |     |     | 1   |     |       |     |     |     |     |     |     | 59    |
| 4    | Oytun Albayrak                  |       | 3   |     |     | 9   |     | 1   |       | 2   |     |     |     |     |     | 59    |
| 5    | Corentin Silvestre              |       | 5   |     |     | 2   | 5   | 4   | (Rit) | 7   |     |     |     |     |     | 55    |
| 6    | Kylian Sarmezan                 | 3     |     |     | 3   | 7   |     |     |       |     |     |     |     |     |     | 36    |
| 7    | Rogelio Peñate                  | 4     | 13  |     |     | 8   |     | 3   |       | 8   |     |     |     |     |     | 35    |
| 8    | Pablo Olmos                     |       |     |     | 8   | 4   | 2   |     | Rit   |     |     |     |     |     |     | 33    |
| 8    | Pekka Kelander                  |       | 4   |     | 4   | 6   |     |     |       | Rit |     |     |     |     |     | 32    |
| 10   | Matías Aranguren                |       | 17  |     |     | 14  | 3   |     | 3     |     |     |     |     |     |     | 30    |
| 11   | Maxence Cornuau                 | (Rit) | 8   |     | 1   | Rit | Rit |     |       | 16  |     |     |     |     |     | 29    |
| 12   | Deep Patel                      |       |     | 1   |     |     |     |     |       |     |     |     |     |     |     | 25    |
| 13   | Ville Mannisenmäki              |       |     |     |     |     |     |     | 1     |     |     |     |     |     |     | 14    |
| 14   | Malcolm Read                    |       |     |     |     | 3   |     | 6   |       | 10  |     |     |     |     |     | 24    |
| 15   | Jussi Lindberg                  |       | Rit |     | 5   | WD  |     |     | 4     | 11  |     |     |     |     |     | 22    |
| 16   | Łukasz Jastrzębski              |       |     |     |     |     |     |     | 2     | 15  |     |     |     |     |     | 17    |
| 17   | Jarno Ottman                    |       | 15  |     |     |     |     |     |       | 3   |     |     |     |     |     | 15    |
| 18   | Joonas Ojala                    |       |     |     |     |     |     |     |       | 4   |     |     |     |     |     | 12    |
| 19   | Jasmin Weigert                  |       |     |     |     |     | 4   |     |       | 14  |     |     |     |     |     | 12    |
| 20   | Nicolas Théron                  | 5     |     |     |     |     |     |     |       |     |     |     |     |     |     | 10    |
| 21   | Aleks Lesk                      |       | 16  |     |     | 5   |     |     |       | Rit |     |     |     |     |     | 10    |
| 22   | Antti Linnaketo                 |       | Rit |     |     |     |     |     |       | 5   |     |     |     |     |     | 10    |
| 23   | Nikos Komnos                    |       |     |     |     |     |     | 5   |       |     |     |     |     |     |     | 10    |
| 24   | Michał Marczewski               |       |     |     | 6   |     |     |     |       |     |     |     |     |     |     | 8     |
| 25   | Maja Bengtsson                  |       | 6   |     |     |     |     |     |       |     |     |     |     |     |     | 8     |
| 26   | Alexis Grenier                  | 6     | 11  |     |     |     |     |     |       |     |     |     |     |     |     | 8     |
| 27   | Damir Petrović                  | 7     |     |     |     |     |     |     |       |     |     |     |     |     |     | 6     |
| 28   | Jara Hain                       |       | 7   |     |     | 13  |     |     |       |     |     |     |     |     |     | 6     |
| 29   | Benito Damian Sacramento Gorrín |       |     |     | 7   |     |     |     |       |     |     |     |     |     |     | 6     |
| 30   | Evangelos Panaritis             |       |     |     |     |     |     | 7   |       |     |     |     |     |     |     | 6     |
| 31   | Michael Wenzel                  |       |     |     |     |     |     | 8   |       | 12  |     |     |     |     |     | 4     |
| 32   | Léa Sam-Caw-Freve               |       | 9   |     |     |     |     |     |       |     |     |     |     |     |     | 2     |
| 33   | Nikos Intzoglou                 |       |     |     |     |     |     | 9   |       |     |     |     |     |     |     | 2     |
| 34   | Niklas Heino                    |       |     |     |     |     |     |     |       | 9   |     |     |     |     |     | 2     |
| 35   | Florian Barral                  |       | 10  |     |     | 12  |     |     |       |     |     |     |     |     |     | 1     |
| 36   | Allan Harryman                  |       | 12  |     |     |     |     | 10  |       |     |     |     |     |     |     | 1     |
| 37   | Hervé Faucher                   |       |     |     |     | 10  | Rit |     |       | 13  |     |     |     |     |     | 1     |
| Pos. | Copilota                        | MON   | SVE | SAF | ISO | POR | ITA | ACR | EST   | FIN | PAR | CIL | EUR | GIA | ARA | Punti |

| Colore  | Risultato                |
| ------- | ------------------------ |
| Oro     | Vincitore                |
| Argento | 2º posto                 |
| Bronzo  | 3º posto                 |
| Verde   | Finito a punti           |
| Blu     | Finito senza punti       |
| Blu     | Non classificato (NC)    |
| Viola   | Ritirato (Rit)           |
| Nero    | Squalificato (SQ)        |
| Nero    | Escluso (ES)             |
| Bianco  | Non ha gareggiato        |
| Bianco  | Iscrizione ritirata (WD) |
| Bianco  | Non partito (NP)         |
| Bianco  | Gara cancellata (C)      |